# Arrondissement d'Aoste (département de la Doire)
Pour les articles homonymes, voir Arrondissement d'Aoste.
L'arrondissement d'Aoste est un ancien arrondissement français du département de la Doire. Il fut créé le 11 septembre 1802, dans le cadre de la nouvelle organisation administrative mise en place par Napoléon Ier en Italie et supprimé le 11 avril 1814, après la chute de l'Empire.

## Composition
L'arrondissement d'Aoste comprenait les cantons de :
- Aoste
- Châtillon
- Donas
- Fontainemore
- Morgex
- Valpelline
- Verrès
- Villeneuve[1].